# Rauðskinna
Rauðskinna (Português: Pele Vermelha), também conhecido como O Livro do Poder, é um livro lendário sobre magia negra, alegado para ter sido enterrado com seu autor, o Bispo Gottskálk grimmi Nikulásson de Hólar. O assunto do livro era aprender a dominar a magia para tal degrau como para controlar Satã. O livro tem sido o assunto de lenda e folclore e desejado por praticantes de galdr. Uma tal lenda é quando o mestre galdr Loftur Þorsteinsson (Galdra-Loftur) tentou adquirir isso e alegdamente perdeu sua vida por causa disso.

## Outras fontes
- Páll Eggert Ólason (1948) Íslenskar æviskrár (Hið íslenska bókmenntafélag)